# 川口勇貴
川口 勇貴（かわぐち ゆうき）は、日本の漫画家。熊本県在住。文徳高校を経て、崇城大学芸術学部美術学科視覚芸術コース出身。

## 来歴
大学在学中の2017年6月、『スケルトン・ボルト』が第1回JUMP新世界漫画賞にて準入選で超新星賞を受賞。審査員は尾田栄一郎。同作が同年11月24日発売の『ジャンプGIGA』（集英社）2018 WINTER vol.1に掲載。
2018年、崇城大学の芸術学部美術学科視覚芸術コースを卒業。
2021年6月、『週刊少年ジャンプ』（同）30号より『レッドフード』の連載を開始。同年49号で連載終了。2025年5月、同誌24号より『灯火のオテル』の連載を開始。

## 人物
趣味・特技はLEGO。好きな漫画は『ジョジョの奇妙な冒険』『魔人探偵脳噛ネウロ』『火ノ丸相撲』。

## 作品リスト

### 漫画作品

#### 連載
- レッドフード（『週刊少年ジャンプ』2021年30号[5] - 49号）
- 灯火のオテル（『週刊少年ジャンプ』2025年24号[6] - ）

#### 読み切り
- スケルトンボルト（『ジャンプGIGA』2018 WINTER vol.1[4]）
- 荒野の悪魔（『少年ジャンプGIGA』2019 WINTER vol.2[9]）
- ふれないふたり（『週刊少年ジャンプ』2019年42号[10]） - ラブコメ読み切り特集「Jラブコメ祭り！」企画の一環として掲載[10]。
- 綺羅星のメリル（『週刊少年ジャンプ』2020年3号[2]）
- ヤドカリの国（『少年ジャンプ+』2020年5月9日[11]） - 『レッドフード』2巻に併録。
- みゃくなし（『週刊少年ジャンプ』2020年38号） - 『レッドフード』2巻に併録。
- レッドフード（『週刊少年ジャンプ』2020年42号） - 『レッドフード』3巻に併録。
- なんで何田さん（『週刊少年ジャンプ』2022年26号[12]）
- 筋肉除霊（『少年ジャンプGIGA』2023 WINTER[13]）

### 書籍
- 『レッドフード』、集英社〈ジャンプ コミックス〉2021年 - 2022年、全3巻

### その他
- ナゾトキ博士のヒラメキ遺跡探検記（文章：駆村いと、『勉タメジャンプ』2023 SPRING[14] - ）イラスト

## 関連人物
堀越耕平
師匠。『僕のヒーローアカデミア』スタッフとして参加。
松井優征
師匠。『レッドフード』連載終了後に『逃げ上手の若君』スタッフとして参加。